# Ken'ichi Sako
Ken'ichi Sako (佐古賢一?, Sako Ken'ichi; Iwakuni, 17 luglio 1970) è un ex cestista e allenatore di pallacanestro giapponese.

## Carriera
Con il Giappone ha disputato i Campionati mondiali del 1998 e i Campionati asiatici del 2007.